# Eleonora d’Esmier d’Olbreuse
Eleonora Maria d’Esmier d’Olbreuse (ur. 3 stycznia 1639, zm. 5 lutego 1722) – francuska szlachcianka, morgantyczna małżonka Jerzego Wilhelma, księcia Brunszwiku-Lüneburga i babka króla Wielkiej Brytanii Jerzego II, oraz prababka króla Prus Fryderyka II Wielkiego.

## Życiorys
Eleonora d’Esmier d’Olbreuse urodziła się w zamku d’Olbreuse w Deux-Sèvres we Francji w hugenockiej szlacheckiej rodzinie. Jej rodzicami byli Aleksander d’Esmier d’Olbreuse i Jakuba Poussard du Bas-Vandré et de Saint-Marc. W młodym wieku została wysłana na dwór królewski w Paryżu, gdzie została damą dworu Marii de la Tour d’Auvergne, księżnej Thouars, której syn Henryk Karol de La Trémoille poślubił Emilię Hesse-Kassel, córkę Wilhelma V, landgrafa Hesji-Kassel w 1648 roku.
W zimie 1664 roku Eleonora towarzyszyła księżnej Thouars podczas odwiedzin u syna w Kassel. Tam, będąca wówczas w rozkwicie swej młodości i urody Eleonora poznała bezżennego Jerzego Wilhelma, księcia Brunszwiku-Lüneburga, który niemal natychmiast się w niej zakochał.
Eleonora została jego kochanką i otrzymała tytuł pani Harburga. W 1666 roku urodziła się ich jedyna córka, Zofia Dorota z Celle, która w osiem lat później została prawnie uznana przez swojego ojca, a jej matka mianowana księżną Wilhelmsburga. Dwa lata później książę i jego kochanka wzięli ślub; ich małżeństwo było szczęśliwe.
Ich córka w 1682 roku poślubiła Jerzego Ludwika, który był synem brata jej ojca Ernesta Augusta i Zofii Doroty Wittelsbach. Małżeństwo zostało zawarte z powodów dynastycznych i było nieszczęśliwe. Ostateczne Zofia Dorota została uwięziona przez męża w Zamku Ahlden, gdzie pozostała aż do śmierci. W ostatnich latach swojego życia Eleonora dbała o córkę i starała się o jej uwolnienie, jednakże bez sukcesu.
Eleonore d’Esmier d’Olbreuse, niemal już niewidoma, zmarła 5 lutego 1722 roku w zamku Celle w Celle. W swoim testamencie wymieniła trzysta czterdzieści dwie osoby. Została pochowana w krypcie książęcej w kościele św. Marii w Celle.

## Potomstwo
Ze związku z Jerzym Wilhelmem (1624–1705), księcia Brunszwiku-Lüneburga miała jedną córkę
- Zofię Dorotę (ur. 15 września 1666, zm. 13 listopada 1726), dziedziczkę Celle, żonę Jerzego I, elektora Hanoweru i późniejszego króla Wielkiej Brytanii.